# تسميد

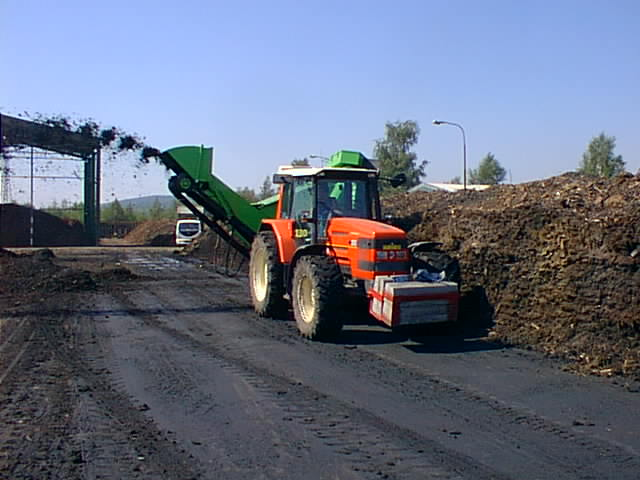
عملية تسميد المحاصيل باستخدام السماد العضوي.

عملية التسميد هي عملية إضافة الأسمدة إلى التربة بهدف زيادة خصوبتها لرفع الإنتاج الزراعي. تستخدم في عملية التسميد أسمدة كيميائية أو عضوية. تضاف الأسمدة إما يدويًا أو بواسطة آليات. يمكن إضافة الأسمدة بأشكال مختلفة منها الصلب ومنها السائل. تضاف الأسمدة حسب نوعها إما فوق التربة أو بمزجها مع التربة.